# Tahchin
Il tahchin (in persiano ته‌چین‎, letteralmente "adagiare sotto") è un piatto della cucina iraniana. Si tratta sostanzialmente di una torta di riso salata e ripiena, i cui ingredienti principali, oltre appunto al riso, sono yogurt, uova, zafferano e opzionalmente vari tipi di carne o verdura.

## Descrizione
Il tahchin consiste normalmente di due parti: la prima è uno spesso strato di riso bruciacchiato allo zafferano, chiamato in persiano tahdig (ته دیگ), che spesso viene mischiato con della carne rossa o di pollame già cotta; la seconda parte è composta da riso in bianco che viene posto a coprire la prima, ma si può anche omettere. Il tutto viene di solito posto in una casseruola, e può essere cucinato in forno o sui fornelli.

## Varietà

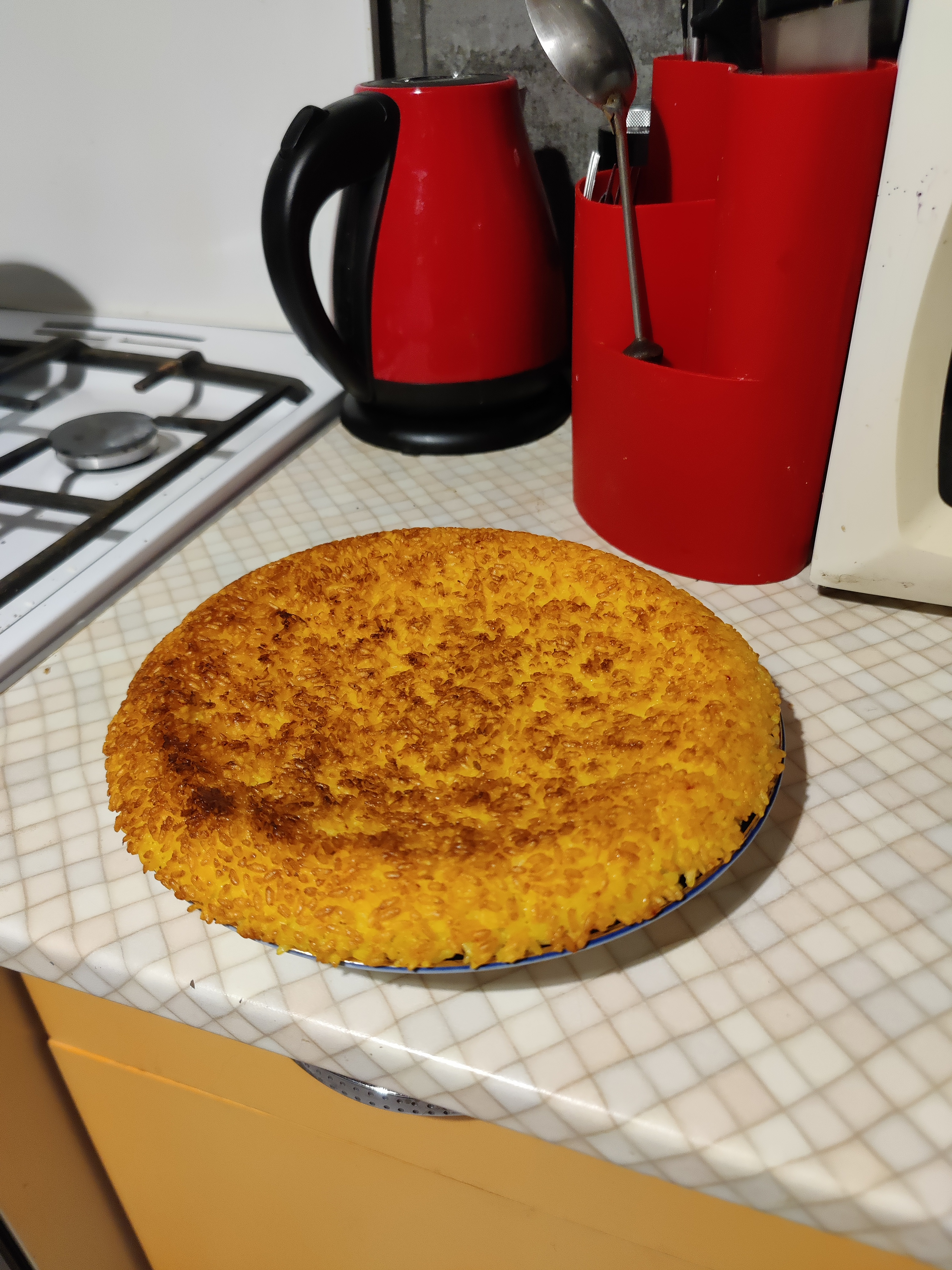
Esempio di tahchin-e morgh preparato in padella

La carne usata può essere speziata in vario modo, oppure venire sostituita da verdure come melanzane, spinaci e fagiolini. A seconda del tipo di farcitura il piatto può prendere un diverso nome:
- tahchin-e morgh (tahchin di pollo, in persiano ته‌چینِ مرغ‎)
- tahchin-e goosht (tahchin di carne, in persiano ته‌چینِ گوشت‎)
- tahchin-e badenjan (tahchin di melanzane, in persiano ته‌چینِ بادنجان‎)
- tahchin-e esfenaj (tahchin di spinaci, in persiano ته‌چینِ اسفناج‎).